# كأس الإنتركونتيننتال 1968
كأس الإنتركونتيننتال 1968 (بالإنجليزية: 1968 Intercontinental Cup)‏ هو الموسم 9 من  كأس الإنتركونتيننتال. أقيم خلال الفترة 25 سبتمبر 1968 وحتى 16 أكتوبر 1968، والذي يشرف على تنظيمه الاتحاد الأوروبي لكرة القدم، وكان عدد الأندية المشاركة فيه  2، وفاز فيه إستوديانتيس دي لا بلاتا.